# Halichoeres trimaculatus
Halichoeres trimaculatus es una especie de peces de la familia Labridae en el orden de los Perciformes.

## Morfología
Los machos pueden llegar alcanzar los 27 cm de longitud total.

## Distribución geográfica
Se encuentra desde el este del Índico hasta el Pacífico.